# Walter Williams
Walter Williams (La Ceiba, 30 settembre 1983 – La Ceiba, 11 dicembre 2018) è stato un calciatore honduregno, di ruolo difensore.

## Biografia
Williams è morto l'11 dicembre 2018 a La Ceiba, all'età di 35 anni a causa di un ictus.

## Carriera

### Club
Ha giocato nella massima serie del campionato honduregno con varie squadre.

### Nazionale
Ha disputato il suo unico incontro con la Nazionale honduregna nel 2014.